# Xenolepis
Xenolepis là một chi bướm đêm thuộc phân họ Olethreutinae, họ Tortricidae Tortricidae.

## Các loài
- Xenolepis dolichoschiza Diakonoff, 1973
- Xenolepis gabina (Meyrick, 1909)